# Арманд, Лидия Марьяновна
Лидия Марьяновна Арманд, урожденная Тумповская (1 января 1882, Санкт-Петербург — 1 декабря 1931, Ростовская область) — российская революционерка, эсер,  член Учредительного собрания.

## Биография
Родилась в семье врача, старшая сестра Маргариты Тумповской. Училась на Бестужевских курсах, затем во Фрайбургском университете. 
С молодости участвовала в революционном движении, первый раз подверглась аресту еще учась на бестужевских курсах. Во время восстания в Москве в декабре 1905 года квартира Арманд на Арбате была штабом вооружённых дружин. После поражения революции 1905 года Лидия с семьей бежала за границу, жила в Норвегии, Франции, Италии. 
После Февральской революции 1917 года вернулась в Россию, была избрана членом московского комитета ПСР, а затем и депутатом Учредительного собрания.
После разгона Учредительного собрания в январе 1918 года Лидия как «левая» эсерка сотрудничала в газете «Известия», работала в Центросоюзе. В августе 1918 года была арестована, но уже в октябре 1918 года была освобождена.
Весной 1920 года она с друзьями по увлечению теософией основала в бывшем имении Ильино (ныне Посёлок зверосовхоза) около посёлка Пушкино в 35 верстах от Москвы детскую сельскохозяйственную коммуну, получившую название «Пушкинской опытной школы-колонии 2-й ступени». В эту школу отбирались подростки «выше обычной нормы, не по уму и способностям, а по задаткам своего характера».
12 ноября 1924 года Лидия Арманд была арестована по обвинению в принадлежности к «контрреволюционной организации «Теософическое общество», постановлением Особого совещания при Коллегии ОГПУ от 27 февраля 1925 года была сослана в Берёзов на три года.
После освобождения из ссылки 2 апреля 1928 года вернулась в Москву, затем уехала в Ростовскую область, но из-за полученного во время ссылки заболевания умерла в 1931 году. Была реабилитирована в 1988 году.

## Семья
- Муж — Арманд, Лев Эмильевич (1880—1942)[4], из семьи фабрикантов французского происхождения  (похоронен на Введенском кладбище вместе с дочерью Евгенией (1891—1968) — участок 10[5]).
- Сын — Арманд, Давид Львович (1905—1976) — географ, ландшафтовед, специалист в области охраны природы, популяризатор географических знаний.